# Un polițist cu explozie întârziată 33 1/3
Un polițist cu explozie întârziată 33 1/3  (titlu original: Naked Gun 33⅓: The Final Insult) este un film american de comedie din 1994 regizat de Peter Segal. Este al treilea film și ultimul din seria Un polițist cu explozie. Rolurile principale au fost interpretate de actorii Leslie Nielsen, Priscilla Presley și George Kennedy. Scenariul este scris de Pat Proft și este bazat pe serialul de televiziune ABC Police Squad!.
33 1/3 se referă la rotații pe minut - viteza cu care sunt redate înregistrările fonografului LP. Filmul urma să fie inițial intitulat The Naked Gun 33+1⁄3: Just for the Record, dar a fost schimbat după ce studioul a considerat că publicul nu va înțelege gluma.

## Prezentare
Locotenentul Frank Drebin a ieșit la pensie și vrea să-și dedice tot timpul său vieții de familie. Dar planurile îi sunt date peste cap de poliția din Los Angeles care îi dă o sarcină dificilă - după de teroristul Rocco a evadat, Drebin trebuie să anihileze grupul de teroriști care vor să distrugă orașul.

## Distribuție
- Leslie Nielsen - Lieutenant Frank Drebin
- Priscilla Presley - Jane Spencer Drebin
- George Kennedy - Captain Ed Hocken
- O. J. Simpson - Detective Nordberg
- Fred Ward - Rocco Dillion
- Kathleen Freeman - Muriel
- Anna Nicole Smith - Tanya Peters
- Ellen Greene - Louise
- Ed Williams - Ted Olsen
- Raye Birk - Papshmir
- James Earl Jones - Rolul lui
- Olympia Dukakis - Rolul ei
- Raquel Welch - Rolul ei
- Joe Grifasi - Director
- Bill Erwin - Conductor
- "Weird Al" Yankovic - Rolul lui
- Vanna White - Rolul ei
- Pia Zadora - Rolul ei
- Mary Lou Retton - Rolul ei